# Paramecyna
Paramecyna es un género de polillas monotípico de la familia Crambidae descrito por John Hans Georg Amsel en 1961. Contiene solo una especie, Paramecyna dimorphalis, descrita por el mismo autor. Se encuentra en Irán.